# Kapr
Kapr (Cyprinus Linnaeus, 1758) je rod velkých ryb z čeledi kaprovitých. Kapři dorůstají značné délky, až 1 metr při hmotnosti 30 kilogramů a více. Jejich šupiny jsou velké. Mají vždy dva páry vousků. Požerákové zuby jsou ve třech řadách (vzorec 1.1.3–3.1.1, ale vzácně 1.2.3.–3.2.1). Trávicí trakt je dlouhý, střevo 2,5 až 3× přesahuje délku těla. Podobně jako jiné ryby z podčeledi Cyprininae mají pilovitý poslední tvrdý paprsek ve hřbetní a řitní ploutvi.

## Druhy
- Cyprinus acutidorsalis Wang, 1979 – kapr ostrohřbetý
- Cyprinus bajiangensis Li, 2019
- Cyprinus barbatus Chen et Huang, 1977) – kapr vousatý
- Cyprinus carpio Linnaeus, 1758 – kapr obecný
- Cyprinus centralus Nguyen et Mai, 1994 – kapr středovietnamský
- Cyprinus chilia Wu, Yang et Huang in Wu, Yang, Yue et Huang, 1963
- Cyprinus dai (Nguyen et Doan, 1969) – kapr dajský
- Cyprinus daliensis Chen et Huang, 1977 – kapr mekongský
- Cyprinus exophthalmus Mai, 1978 – kapr severovietnamský
- Cyprinus fuxianensis Yang et al. in Chen et Huang, 1977
- Cyprinus hieni Nguyen & Ho, 2003
- Cyprinus hyperdorsalis Nguyen, 1991
- Cyprinus ilishaestomus Chen et Huang, 1977 – kapr jilunský
- Cyprinus intha Annandale, 1918 – kapr salvínský
- Cyprinus longipectoralis Chen et Huang, 1977 – kapr dlouhoploutvý
- Cyprinus longzhouensis Yang et Hwang in Chen et Huang, 1977 – kapr čínský
- Cyprinus mahuensis Liu & Ding, 1982 – kapr mahujský
- Cyprinus megalophthalmus Wu et al., 1963
- Cyprinus micristius Regan, 1906 – kapr jihočínský
- Cyprinus multitaeniata Pellegrin et Chevey, 1936 – kapr mnohopruhý
- Cyprinus pellegrini Tchang, 1933 – kapr Pellegrinův
- Cyprinus qionghaiensis Liu, 1981
- Cyprinus quidatensis Nguyen, Le, Le & Nguyen, 1999
- Cyprinus rubrofuscus Lacepède, 1803
- Cyprinus yilongensis Yang et al. in Chen et Huang, 1977 – kapr šipingský
- Cyprinus yunnanensis Tchang, 1933 – kapr junanský